# دی ری هایسی

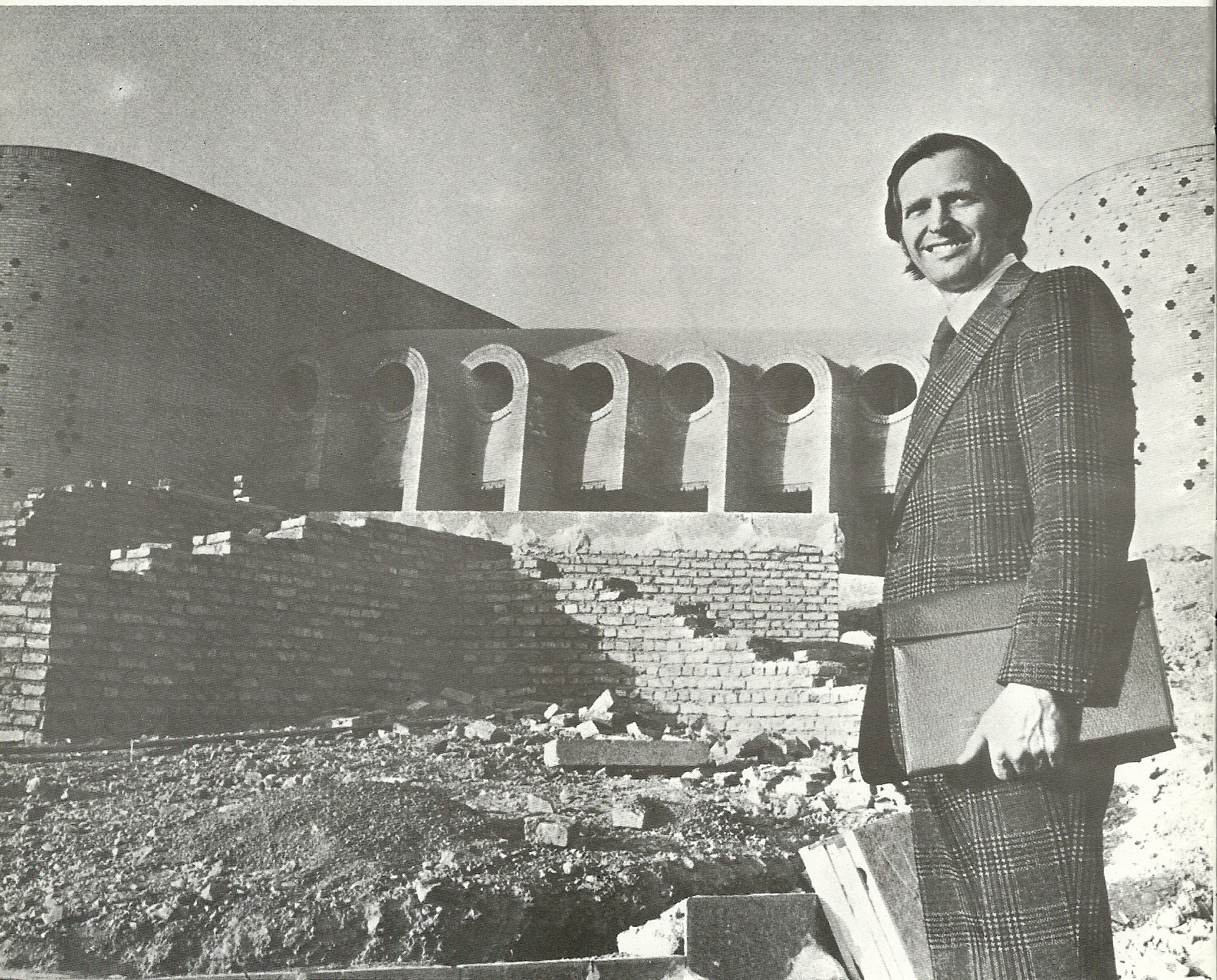
نگاره‌ای کهن از «دی ری هایسی» در کالج دماوند - ۱۹۷۵

دی ری هایسی (زادهٔ ۱۹۳۲ – درگذشتهٔ ۲۰۱۱) استاد اهل آمریکا در حوزهٔ ارتباطات بین فرهنگی بود. او در سال ۱۹۳۲ در میشیگان به دنیا آمد و در سال ۲۰۱۱ در اوهایو در گذشت. هایسی در طول چند دهه تحصیل و تدریس ارتباطات بین فرهنگی در بیش از ۱۵ کشور از جمله ایران تدریس کرد. وی که از مخالفان ذاتی جنگ بود از رفتن به جنگ کره، امتناع کرد و در جریان کشتار دانشگاه کنت یکی از نمایندگان اصلی دانشگاه ایالتی کنت بود. عمده فعالیت‌های هایسی در سال‌های اخیر مربوط به سنجش نگرش ایرانی‌ها و آمریکایی‌ها در مورد یکدیگر بوده است. همچنین، هایسی در طول دوران تدریس و پژوهش خود جوایز و افتخارات زیادی را نصیب خود کرده است. هایسی پیش از انقلاب سه سال رئیس کالج دماوند در تهران بوده است.